# Northrop Gamma
Northrop Gamma   var ett amerikansktillverkat transportflygplan.
Det utvecklades ur flygplanstypen Northrop Alpha av Jack Northrop. Flygplansmodellen kom senare att vidareutvecklas till ett stridsflygplan.
Det var ett lågvingat fribärande monoplan med ett fast hjullandställ och sporrhjul. Planet var helt byggt i en lättmetallegering. I främre delen fanns ett slutet passagerar- och lastutrymme, medan piloterna satt i en förarkabin placerad i flygkroppens bakre del. Motorn var en luftkyld niocylindrig Pratt & Whitney stjärnmotor som drev en Hamilton Standard propeller, omställbar i två olika stigningar.
Den 2 juni 1933 genomförde Frank Hawks en rekordflygning mellan Los Angeles och New York på 13 timmar 26 minuter och 15 sekunder med sin Gamma 2A Sky Chief, försedd med en Wright Cyclone stjärnmotor på 710 hk. Två år senare slog Howard Hughes rekordet med flygtiden 9 timmar 26 minuter och 10 sekunder med en modifierad Gamma 2G.
Den mest kända av alla Gammaflygplan är Polar Star som användes av Lincoln Ellsworth vid hans expedition till Antarktis 1934. Expeditionen avreste med båt till Antarktis där planet lastades av på packisen i Rosshavet. När isen under flygplanet bröts upp, skadades det och man tvingades återvända till USA för reparation. När planet sedan åter fraktades till Antarktis i september 1934 var det skadat och man tvingades för andra gången återvända till USA för reparation. Efter flera försök lyckades Ellsworth och Berndt Balchen den 3 januari 1935 med att bli de första att flyga över Antarktis. Ellsworth och Herbert Hollick-Kenyon försökte sig på att flyga från Dundee Island till Richard E. Byrds basläger vid Little America den 23 november 1935. Man gjorde fyra mellanlandningar under flygningen. Vid en av dessa landningar yrde snön såpass mycket att flygplanskroppen blev igensnöad. För att ta sig därifrån tvingades man skotta snö en hel dag. Den 5 december 1935 tog bensinen slut efter 3 865 kilometers flygning och man tvingades nödlanda ca 40 km från målet. Eftersom radion inte fungerade kunde de inte rapportera sitt nödläge, utan tvingades ta sig fram till fots under sex dagar för att nå lägret. Den 15 januari 1936 hittades de av det brittiska forskningsfartyet Discovery II. Hollick-Kenyon återvände senare till Little America för att bärga flygplanet, och Ellsworth donerade flygplanet 1936 till flygsamlingarna vid National Air and Space Museum i Washington D.C.. 

## Sverige
Till Sverige kom första flygplanet i juni 1934 och den registrerades vid luftfartsmyndigheten som SE-ADW på AB Aerotransport. Under företagsnamnet Småland sattes flygplanet in på postlinjen mellan Barkarby-Malmö-Hannover. Under en av de första postflygningatrna på sträckan Stockholm-Malmö uppstod starka vibrationer som successivt ökade i flygplanet. Piloten Karl Gunnar Linder och telegrafisten Nordberg tvingades lämna flygplanet med fallskärm över småländska höglandet. Flygplanet totalförstördes vid nedslaget.

## Varianter
- Gamma 2A - första serietillverkade flygplanet såldes till Texaco där den flögs av Frank Hawks som Sky Chief
- Gamma 2B - tvåsitsig tandemversion med dubbelkommando namngavs Polar Star
- Gamma 2C (YA-13) - Northrop förlag på ett lätt bombplan som provades av USAAC under 1933. YA-16 - YA-13 prototype redesignated after being fitted with a Pratt & Whitney R-1830-9 engine
- Gamma 2D - transportflygplan för TWA, tre exemplar tillverkades. Ett exemplar byggdes senare om till experimentflygplan i höghöjdsforskning för USAAC, medan ett flygplan såldes till Spanska flygvapnet som kustövervakningsflygplan.
- Gamma 2E - utvecklad Gamma 2C med möjlighet att bära 727 kg bomblast, användes av Kinas flygvapen som lätt bombflygplan, kom även att licenstillverkas i Kina.
- Gamma 2F - attackversion utvecklad samtidigt som Gamma 2C, kom senare att användas av USAAC under beteckningen Northrop A-17 Nomad
- Gamma 2G - tvåsitsigt tävlingsflygplan, först med en Curtiss Conqueror motor, som senare byttes mot en Pratt & Whitney Twin Wasp Jr.,för att slutligen utrustas med en Wright Cyclone SGR-1820-G-5. Flygplanet fick framgångar med piloter som Jacqueline Cochran och Howard Hughes
- Gamma 2H - försöksflygplan med en autopilot från Sperry automatic pilot, flygplanet användes av Russell Thaw som kom på tredje plats vid 1935 års Bendix Trophy race.
- Gamma 2L - användes av Bristol som provflygplan vid testerna av Bristol Hercules motorn.
- Gamma 5A - ett flygplan exporterat till Japanska flottan för utvärdering, gavs benämningen BXN1 i Japan.
- Gamma 5B - tvåsitsig version där man flyttat förarkabinen längre fram på flygkroppen, användes av spanska flygvapnet som kustövervakningsflygplan.
- Gamma 5D - ett flygplan utrustat för den japanska armén exporterat till Japan för utvärdering vid Nakajima Aircraft Company, gavs benämningen BXN2 i Japan. Flygplanet kom senare att användas vid spaningsflygning över Sovjet och Kina.